# Grim Fandango
(Manuel Calavera)
Grim Fandango è un videogioco d'avventura grafica del 1998, sviluppato e pubblicato da LucasArts per Microsoft Windows, MacOS e Linux.
È stata la prima avventura di LucasArts a utilizzare grafica tridimensionale. A capo del progetto ci fu Tim Schafer, precedentemente co-designer di Day of the Tentacle (1993) e creatore di Full Throttle (1995).
Il 9 giugno 2014, durante la conferenza di Sony all'E3, è stata annunciata la remastered del gioco, sviluppato da Double Fine Productions. La nuova versione del titolo è stata poi resa disponibile su PlayStation 4, PlayStation Vita, Nintendo Switch, Xbox One, Microsoft Windows, MacOS e Linux.

## Trama

### Ambientazione
Il mondo di Grim Fandango è basato sulla concezione azteca dell'aldilà, secondo cui le anime devono attraversare la Terra dei Morti prima di raggiungere la loro vera destinazione, il Nono Aldilà.
Nel gioco, le anime vengono prelevate dal mondo dei vivi dagli agenti del Dipartimento della Morte (D.D.M.), che effettuano tale recupero tramite la "mietitura": armati di falce e vestiti di una tunica nera (secondo la più popolare raffigurazione della morte), mietono gli involucri in cui le anime rimangono avvolte al momento della dipartita. All'arrivo nella Terra dei Morti, i funzionari del Dipartimento hanno il compito di vendere loro il miglior pacchetto viaggio cui possono ambire in base a come si sono comportati in vita. Attraversare la Terra dei Morti normalmente impiega un tempo di quattro anni, ma le anime più meritevoli, vale a dire quelle che in vita si sono comportate in maniera encomiabile, possono abbreviare il loro calvario utilizzando vari mezzi di trasporto: il più ambito è il treno Numero 9, a cui solo pochissimi eletti possono accedere, dal momento che compie l'intero tragitto in soli quattro minuti.
Durante il viaggio, molte anime, specie quelle più miserabili, perdono di vista il loro obiettivo e rinunciano a raggiungere la destinazione finale, arrivando talvolta persino a dubitare dell'esistenza del Nono Aldilà; per questo motivo, decidono di restare per l'eternità nel limbo della Terra dei Morti, e ciò dà vita a un vero e proprio mondo fittizio, con città abitate da personaggi che si comportano esattamente come vivi, pur non essendolo più (in realtà, anche i morti possono essere annullati per sempre, tramite la "germoglina", la quale produce dei fiori che nel limbo rappresentano la fine dell'individuo che ne viene a contatto).
I dipendenti del Dipartimento della Morte, invece, possono lasciare la Terra dei Morti solo dopo aver venduto un determinato numero di pacchetti, saldando così i debiti contratti nel mondo dei vivi.

### Storia
La trama è suddivisa in quattro capitoli, ognuno ambientato il Giorno dei Morti (il 2 novembre), a un anno di distanza l'uno dall'altro; in questo giorno, le anime possono tornare sulla terra per fare visita ai loro congiunti ancora in vita.

#### Anno uno
Manuel "Manny" Calavera, un agente di viaggi del Dipartimento della Morte, sta attraversando un periodo cupo per la sua carriera: ultimamente, infatti, gli capitano come clienti anime che non si sono distinte per niente in vita, a cui è costretto a vendere pacchetti di scarso livello che non gli permettono di saldare i suoi debiti, anche perché è ostacolato nella ricerca di anime dal suo collega/rivale Domino Hurley.
Dopo aver concluso un'altra vendita infima, Manuel riceve una missiva urgente in cui il suo capo, Don Copal, comunica a tutti gli agenti che sulla Terra c'è un avvelenamento di massa. Manny cerca di recarsi subito nel mondo dei vivi, ma Domino gli ha mandato a casa l'autista; trova così un sostituto nel demone meccanico Glottis ma, una volta arrivato nel mondo dei vivi, i suoi colleghi si sono accaparrati le anime migliori, mentre a lui tocca un altro cliente miserabile.
Stufatosi della situazione, Manny è deciso a ribaltarla a suo favore e, dopo aver intercettato un messaggio destinato a Domino, recupera dal mondo dei vivi l'anima di Mercedes "Meche" Colomar. Al Dipartimento, però, Manny scopre che Meche, pur avendo condotto una vita ineccepibile, non ha assegnato un biglietto per il treno Numero 9, che le spetterebbe di diritto, rimanendo perplesso per una cosa del genere. Viene così licenziato per non aver saputo condurre a termine nel migliore dei modi la vendita (che, peraltro, Manny ha soffiato a Domino) e per aver lasciato andare via Meche, e rinchiuso in uno scantinato. Da lì, viene liberato da Salvador Limones, ex-agente D.D.M. e attuale capo dell'Alleanza delle Anime Perdute, e da Eva, segretaria di Don Copal, ma in realtà spia dell'Alleanza all'interno del Dipartimento della Morte.
Da Salvador, Manuel apprende che qualcuno nel D.D.M. sta truffando le anime, rubando loro i biglietti Doppia N per il Numero Nove che, essendo come foglie d'oro, sono estremamente preziosi, costringendo i proprietari a rimanere per sempre nella Terra dei Morti. Manny rinnega tale cosa, poiché nella Terra dei Morti il denaro non ha alcuna importanza e che la sola cosa che uno vuole è potersene andare da lì, ma Salvador spiega che molti defunti, nel corso del tempo, hanno rinunciato ad andare nel Nono Aldilà, arrivando a dubitare perfino della sua esistenza, e hanno deciso infine di passare l'eternità nella Terra dei Morti e rimettere in circolo il denaro per trovare pace e divertimento nell'Ottavo Mondo. Nel mentre, si scopre che Don Copal e Domino fanno parte di questa truffa assieme al boss criminale Hector LeMans, il quale, furioso per il fatto che Calavera abbia preceduto Domino nel recupero di un'anima, germoglia (ovvero uccide) Don Copal, mettendo Domino a capo dell'operazione.
Dopo aver svolto alcuni incarichi per Salvador, Manny lascia la città di El Midollo e decide di mettersi alla ricerca di Mercedes, che si scoprirà essere l'unica che può aiutarlo a saldare il suo debito e a lasciare la Terra dei Morti. La prima tappa è la Foresta pietrificata, da cui esce grazie a Glottis (licenziato anche lui, in quanto autista non registrato e per aver danneggiato un'auto della compagnia) e al suo veicolo, il Vagone d'Ossa. Assieme a lui raggiunge la città portuale di Rubacava, dove incontra Velasco, il capocantiere del porto, e Celso, la prima anima incontrata da Manny nel gioco. Dopo aver preso il posto di Celso come cameriere in una tavola calda, Manny decide di rimanere a Rubacava per aspettare Meche.

#### Anno due
È passato un anno, e Manuel Calavera ha preso possesso della tavola calda, trasformandola nel Calavera Cafè, un locale dove si può giocare d'azzardo, diventando uno dei pezzi grossi della città. 
Mentre fuma sulla terrazza, viene informato che una donna chiede di lui. Scende di sotto, sperando si tratti di Meche; ma, in realtà, si tratta di un volatile dal volto umano. Da un binocolo scopre che Meche è davvero a Rubacava, ma ella viene catturata da Domino Hurley e portata sulla S.S. Lambada, una nave da crociera. Nel tentativo di raggiungerla, Meche gli lancia inaspettatamente una bottiglia in testa, facendolo cadere in acqua. Una volta recuperato da Velasco, viene informato da quest'ultimo che la nave è diretta a Puerto Zapato, dall'altra parte del mondo, e che solo la S.S. Limbo è diretta nella stessa direzione. Manny decide quindi di salirci a bordo, ma Velasco gli comunica che la Limbo non è una nave passeggeri e che bisogna lavorare, ma che l'unico posto libero nell'equipaggio è in sala motori, che sarebbe perfetto per Glottis, e che tutti i membri sono già a bordo, pronti per salpare all'alba, tranne un marinaio di nome Naranja, che è in licenza, ma che si presenterà alla partenza. Inoltre, informa Manny che ha bisogno di una tessera della Federazione Marinai (organizzazione corrotta che controlla la città) per poter lavorare sul Limbo (Glottis, come tutti i demoni della Terra dei Morti, è esentato e può viaggiare gratis ovunque voglia), altrimenti verrà buttato in mare. Pertanto, Manny deve fare tre cose per poter salpare: assicurarsi che Naranja non si presenti alla partenza e prendere il suo posto, ottenere una tessera della Federazione e trovare attrezzi adeguati per Glottis, in modo da farlo lavorare.
Per prima cosa, va da alcune api marine operaie, capitanate da Terry, per chiedere loro gli attrezzi, ma queste li hanno ceduti per denaro, essendo stanche e disoccupate, in quanto non possono lavorare e non possono inviare una protesta ufficiale, perché non sanno come fare. Recatosi al Blue Casket, locale rivale del suo e di proprietà di Olivia, la fidanzata del boss criminale del posto, Maximino, la coglie in flagrante con l'avvocato di quest'ultimo, Nick Virago, ma la scena è stata fotografata dalla fotografa Lola, la quale è innamorata di Max e vuole dimostrare che Olivia non è adatta a lui. Poco dopo, Manny incontra un gruppo di pseudo comunisti e, dimostrando di stare dalla loro parte lavorando con Salvador Limones, si fa prestare un libro che successivamente dà a Terry. Con quello, le api possono finalmente protestare, ma Terry viene arrestato e imprigionato dal corrotto capo della polizia, Bogen, spaventato dai comizi rivoluzionari che Terry faceva alle altre api operaie. Nel cercare un sistema per scarcerarlo, Manny così chiede aiuto a Nick, ma quest'ultimo si rifiuta categoricamente, al che decide di ricattarlo con la foto scattata da Lola, ma una volta raggiunta al faro la trova germogliata e la vede morire sotto i suoi occhi poco dopo. Grazie agli indizi sparsi per la città, Manny riesce a ottenere la foto con la quale ricatta Virago, il quale riesce a far scarcerare Terry, permettendogli di ottenere gli attrezzi (donatigli da altre api che si sono ribellate) per Glottis. Ma Manny, infuriato con Virago per la morte di Lola, gli sferra un pugno in faccia, promettendogli che in futuro la pagherà cara.
Durante la ricerca della foto, inoltre, Manny incontra nella casa del tatuatore Toto Santos il marinaio Naranja e lo fa ubriacare pesantemente, dopodiché gli ruba la targhetta di riconoscimento e la piazza su un cadavere germogliato nell'obitorio, facendo credere a Velasco che sia morto. Manny ha finalmente un posto sul Limbo, e l'unica cosa che manca è la tessera della Federazione, per cui si reca al suo locale, dove incontra Chowchilla Charlie, un falsario in debito con lui al quale chiede di falsificargliene una. Charlie accetta, ma chiede in cambio di recuperare i suoi soldi al Circolo del Cilindro nel Gattodromo (dove si tengono le corse di gatti-demoni) di Maximino, al quale ne aveva offerto un'intera valigetta come bustarella su una scommessa, ma è stato successivamente derubato in quanto la corsa era stata truccata.
Infiltrandosi nei piani bassi del locale, Manny scopre la stanza segreta dove si trova la valigetta di Charlie, ma una volta aperta non vi trova soldi, ma biglietti Doppia N. Una volta uscito dal locale, viene minacciato da Charlie con una pistola, che lo obbliga a dargli la valigetta; mantiene però a suo modo i patti e gli dà la tessera, così Manny può finalmente partire a bordo della Limbo con Glottis, in rotta verso Puerto Zapato.

#### Anno tre
Un altro anno è passato, e Manny è divenuto il capitano della S.S. Limbo (ribattezzata "Lola" in onore della sua amica fotografa), la quale è stata rimessa a nuovo da Glottis e che, finalmente, è arrivata a Puerto Zapato.
Una volta arrivati, degli agenti di dogana chiedono di controllare la nave. Manuel accetta, ma poco dopo riceve un messaggio da un piccione viaggiatore per conto di Salvador Limones, il quale gli comunica che Meche non è mai arrivata lì, ma è stata gettata in una zona detta La Perla, dove si trova effettivamente una gigantesca e brillante perla bianca, e che, inoltre, falsi agenti della dogana cercheranno di ucciderlo. Il messaggio arriva però troppo tardi e gli uomini di Manny vengono tutti germogliati. Manny viene poi salvato da Glottis e portato in sala motori dove, grazie alle ancore, spacca a metà la nave e con la parte del motore scappa, arrivando in prossimità della Perla.
Sul fondo del mare, i due incontrano Chepito, un'anima che li conduce alla Perla; lì, vedono alcune anime gettate in mare vengono catturate e imprigionate in un sottomarino da una piovra demoniaca gigante. Dopo essersi infiltrati sul sottomarino, Manny e Glottis vengono portati dalla piovra (la quale pilota il sottomarino manualmente) al Confine del Mondo, dove, oltre a tantissime anime intrappolate e costrette ai lavori forzati, Manny ritrova Meche; ma il felice momento è interrotto da Domino Hurley, il quale imprigiona Meche, si sbarazza di Glottis, arrivato sul posto, gettandolo fuori dal Confine e cattura Manny.
Dopo essersi liberato, Manny ritrova Glottis, sopravvissuto alla caduta, che si diverte a ricostruire una vecchia nave (la S.S. Lamancha, la vecchia nave perduta di Velasco) e libera Meche e le altre anime. Meche tuttavia gli fa vedere dentro una stanza in una cassaforte migliaia di biglietti Doppia N in valigette, ma Manny intuisce che sono falsi: quando infatti era un agente in carriera ed era addetto alla vendita di tali biglietti, aveva scoperto che erano "vivi", in quanto, in presenza di anime, si agitavano e finivano per volare in mano ai legittimi proprietari, mentre questi stanno fermi.
Poco dopo, tutti scappano a bordo della Lamancha, ma vengono intercettati da Domino e dalla sua piovra. Manny ingaggia battaglia contro di lui e, durante lo scontro, Domino finisce triturato dalle macine della nave. Manny e tutte le anime possono finalmente andarsene.

#### Anno quattro
Un anno dopo, Manny e gli altri arrivano esausti al portale del Nono Aldilà, ma il guardiano alla porta della stazione (uno sciamano con indumenti aztechi) non li fa passare finché non avranno i loro biglietti, che crede che abbiano venduto e, perciò, sono condannati a rimanere lì. Manny cerca di far capire che i biglietti sono stati rubati da Hector LeMans e venduti a chi non se lo merita. In quel momento, si sentono in lontananza i fischi del treno, e il guardiano risponde a Manny di osservare per vedere ciò che essi meritano: in quell'istante, arriva il Numero Nove che trasporta moltissime anime immeritevoli (tra cui Nick Virago), ma in prossimità del portale, d'un tratto esso cambia direzione e si trasforma in un drago meccanico che trascina tutte le anime malvagie all'inferno (a dimostrazione che il paradiso non può essere comprato). Manny capisce che, se vuole che coloro che hanno viaggiato con lui trovino la pace, deve ritrovare i loro biglietti.
Nel mentre, Glottis ha un malore improvviso e grazie a dei "mini-Glottis", che lo venerano come un dio, si scopre che deve nutrirsi di velocità e morirà se non dovesse correre o lavorare per molti mesi (cose che non aveva fatto nell'ultimo anno). I mini-Glottis così costruiscono una cabina-razzo lungo le rotaie del treno, in modo da far recuperare energie a Glottis e portare Manny e Meche a El Midollo, dove si trovano i biglietti. Lungo il tragitto, però, Glottis si riprende e si spaventa, facendo deragliare la cabina vicino a Rubacava. Per fortuna, lì si trova il Vagone d'Ossa e, dopo averlo sbloccato e aver fatto entrare nella banda pure Olivia (la quale si offre di guidarli per El Midollo), arrivano alla città, che scoprono completamente in mano a Hector.
L'Alleanza delle Anime Perdute li intercetta e li porta al cospetto di Salvador Limones, il quale accoglie a braccia aperte Manuel e gli comunica che ora stanno per eliminare Hector LeMans ma, appena finisce di parlare, un suo agente mezzo germogliato giunge sul posto e, dopo averlo salvato tagliando la parte sana, viene a sapere che Hector li aveva attirati in una trappola. Salvador decide di occuparsene personalmente e se ne va, portando con sé Olivia.
Manny intanto cerca di recuperare i biglietti e, dopo essersi procurato una pistola con la germoglina e un travestimento, si reca negli uffici del D.D.M, ora ridotto a un casinò, e attira l'attenzione di Hector concludendo una vendita per i biglietti Doppia N. Negli uffici, Manny si rivela a Hector e lo costringe a dargli i biglietti, ma viene interrotto da uno dei suoi volatili e messaggeri; nella fuga, Hector cade da un palazzo e Manny recupera i biglietti. Alla stazione, però, è di nuovo ostacolato dai volatili e viene soccorso da Olivia, ma è una trappola, perché ella si rivela essere la fidanzata di Hector e porta Manny e Salvador (ora ridotto a una testa malconcia) al mausoleo criminale di Hector (un immenso campo fiorito i cui fiori sono tutti coloro che Hector ha ucciso e germogliato nel corso degli anni).
Arrivato nella serra, Manny riaffronta Hector e rivela di aver capito il suo vero piano: Hector aveva truffato le anime rubando i loro biglietti e intrappolandole ai Confini del Mondo, fingendo di rivenderli ad altre anime; in realtà erano falsi, realizzati probabilmente da Chowchilla Charlie, e lui si teneva quelli autentici nel disperato tentativo di andarsene dalla Terra dei Morti (piano che non avrebbe mai funzionato, in quanto i biglietti Doppia N possono essere utilizzati solo dai loro legittimi proprietari). Infuriato, Hector gli spara una dose di germoglina ritardante (dato che Manny aveva fatto spaventare in precedenza Bowsley, il fioraio che la procurava a Hector, e lo aveva fatto scappare con le dosi a presa rapida) e lo lascia a morire nel campo; questi però sopravvive grazie all'azoto liquido che aveva preso da Toto Santos a Rubacava, che blocca il processo di germogliazione, e si reca alla macchina di Olivia. Lì, Salvador gli dice che c'è una pistola nel bagagliaio, ma la chiave è nel suo corpo, da qualche parte nel campo; Olivia però li interrompe e Salvador, per aiutare il suo amico un'ultima volta, spezza il suo dente esplosivo, rilasciando germoglina che colpisce sia lui che Olivia, la quale va a morire nei campi.
Grazie al biglietto di Salvador (che era stato rubato da Hector), Manny trova il suo corpo e recupera la pistola. Dopodiché, spara al serbatoio dell'acqua della serra ed Hector "esplode" letteralmente in un gigantesco bouquet di fiori.
Infine, Manny, Meche e Glottis si recano al portale con il Numero Nove e i biglietti da far vedere al guardiano, dove si scopre che anche Manny ne ha ricevuto uno dai "Capi alti" come buonuscita e che Glottis, sebbene possa viaggiare gratis, non può lasciare questo mondo con lui, in quanto spirito della terra. Manny è rattristato dal fatto che, nonostante abbia aiutato così tanta gente, non possa aiutare per ultimo il suo amico, ma Glottis lo rassicura: lui lo ha reso un demone famoso e pieno di successo, ed è felice così. La storia si conclude con Manny e Meche che si baciano sul treno mentre trascendono, con le altre anime, al Nono Aldilà.

## Modalità di gioco
Il gioco segue gli schemi tipici delle avventure grafiche, che si concretizzano nell'esplorazione delle ambientazioni, nella ricerca di oggetti, nei dialoghi con altri personaggi e nella risoluzione di enigmi. Come da tradizione Lucas Arts, ogni situazione è trattata con ironia, anche se in questo gioco ci sono sicuramente temi più seri e crudi, o "adulti", che nel resto della sua produzione. Inoltre, sempre secondo tradizione, è impossibile morire o arrivare a un punto morto: in ogni momento è sempre possibile uscire dalle difficoltà risolvendo un problema.
Con Grim Fandango, però, si assiste a una svolta nella storia delle avventure grafiche Lucas Arts: per la prima volta venne implementato un motore grafico 3D per la realizzazione dei personaggi e degli oggetti, mentre i fondali restavano pre-renderizzati. Benché la realizzazione tecnica tridimensionale, che allora muoveva i primi passi, fosse piuttosto povera (specie se confrontata con i dettagliatissimi sfondi), il carattere fantasioso degli uni e degli altri rende meno evidente il contrasto.
Il motore grafico, sviluppato appositamente per il gioco sulla base del Sith di Star Wars: Jedi Knight: Dark Forces II, prese il nome di GrimE: Grim Fandango è la prima avventura Lucas dai tempi di Labyrinth a non utilizzare il sistema SCUMM, che aveva fatto la fortuna del genere negli anni '90.
Conseguentemente, anche l'interfaccia punta-e-clicca fu abbandonata, in favore di una più completa immersione nel mondo di gioco: il giocatore, infatti, utilizza direttamente il protagonista, controllabile tramite tastiera, gamepad o joystick; un metodo di controllo utilizzato specialmente nei survival horror, come per esempio nelle saghe di Resident Evil o Alone in the Dark.
La colonna sonora, composta da Peter McConnell, è estremamente varia, e mescola partiture orchestrali, musica folkloristica centroamericana, jazz e swing: l'intenzione era quella di far incontrare le sonorità tipiche del noir con quelle figlie della cultura latino-americana, fondendo quelle che sono le due anime del gioco. Successivamente la colonna sonora fu messa in vendita come album a sé stante.
Grim Fandango fu distribuito su due CD-ROM, e fu completamente localizzato e distribuito in italiano da CTO, anche nel doppiaggio. Per quanto riguarda la lingua italiana, il ruolo di Manny è stato doppiato da Renato Cecchetto. Nella versione originale, i personaggi parlano inglese con un forte accento ispanico; tra i tanti si distingue, nel ruolo del protagonista, Tony Plana.
In Italia, Grim Fandango, come altri classici Lucas Arts, è stato ripubblicato nel 2007, distribuito da Activision utilizzando la versione precedentemente localizzata da CTO.

## Personaggi principali

Il protagonista Manny Calavera

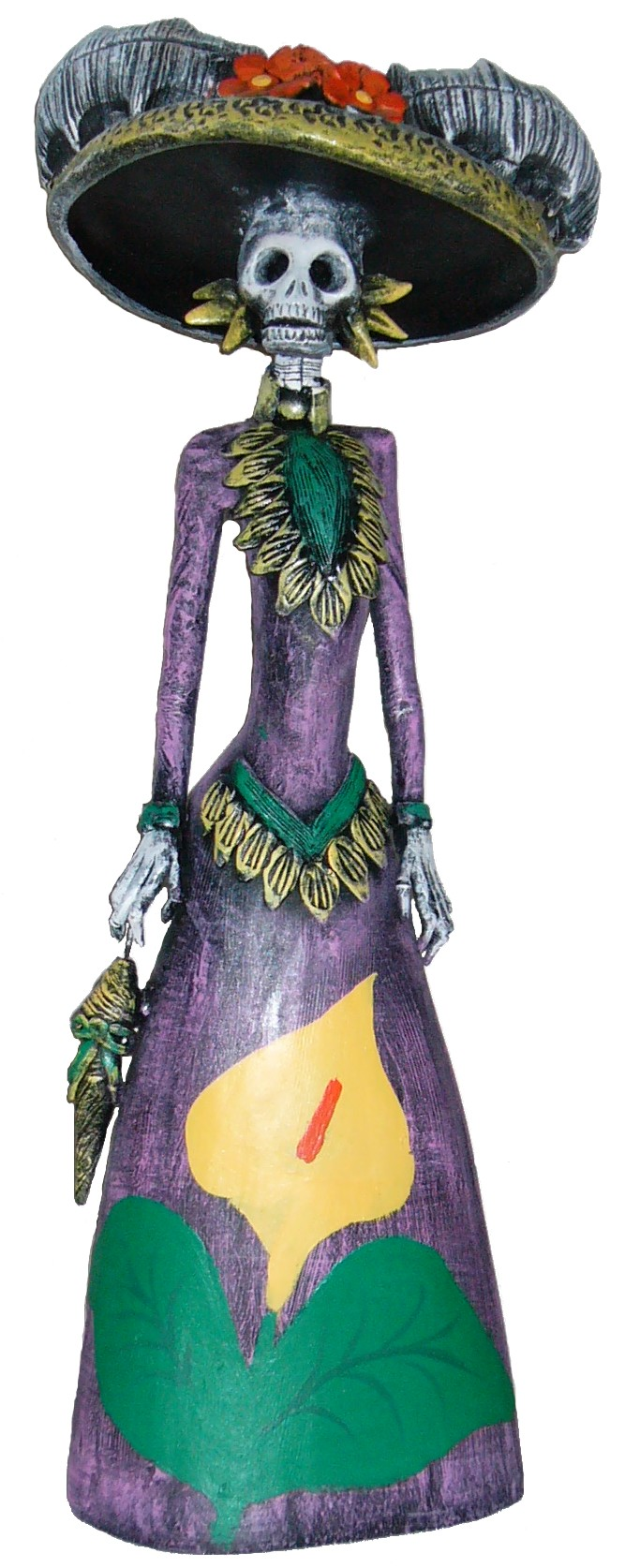
I personaggi di Grim Fandango sono basati sulle figure messicane della calaca usate per celebrare il Giorno della Morte

Nella Terra dei Morti trovano posto sia le anime dei defunti, raffigurate nel gioco come scheletri, sia diversi tipi di demoni, che, a seconda della propria vocazione, sono impegnati in vari lavori nell'Aldilà.
- Manuel “Manny” Calavera: il personaggio usato dal giocatore. A causa dei peccati commessi in vita (anche se, nel corso del gioco, essi non vengono mai rivelati, né il personaggio stesso sembra conoscerli), è costretto a lavorare come agente di viaggio al Dipartimento della Morte, vendendo pacchetti alle anime defunte nella città di El Midollo; quando ne avrà venduti abbastanza, potrà finalmente cancellare il suo debito e andarsene infine nel Nono Aldilà. Un tempo, era il migliore nel suo campo, ma all'inizio dell'avventura sta attraversando una crisi lavorativa ed esistenziale, dal momento che tutti i clienti migliori sono appannaggio del suo collega Domino Hurley, impedendogli così di cancellare il suo debito. È molto cinico a causa della sua condizione di morto, ma spesso e volentieri ostenta una certa ironia, seppur con uno humor nero. In accordo con i molteplici riferimenti alla cultura messicana, il cognome del protagonista è, appunto Calavera, il corrispondente in lingua spagnola per l'italiano Teschio. Verso la fine della storia, Manny accenna di come è morto: un incidente d'auto.

- Voce originale: Tony Plana
- Voce italiana: Renato Cecchetto
- Mercedes “Meche” Colomar: è un'anima che Manny riesce a sottrarre a Domino, ma che, pur avendo condotto una vita impeccabile, non ha diritto al biglietto per il Numero 9, in quanto rubato con l'inganno a sua insaputa: di conseguenza, intraprende il pericoloso viaggio per il Nono Aldilà a piedi, e da sola. Per non aver saputo gestire questa situazione, Manny verrà licenziato dal Dipartimento della Morte, e, sentendosi in colpa (e attratto dalla bellezza della donna), deciderà di mettersi sulle sue tracce.

- Voce originale: Maria Canals Barrera
- Voce italiana: Giuliana Nanni
- Glottis: è un enorme demone della terra (ovvero, un demone creato con una determinata capacità e uno scopo nella vita), che diventa dapprima autista, poi migliore amico di Manny. Verrà licenziato insieme a quest'ultimo, e deciderà di aiutarlo nella sua ricerca. Nato con la vocazione per la meccanica e la guida, trasformerà una normale auto del Dipartimento in un bolide, ribattezzato Vagone d'Ossa, e sa suonare il pianoforte. Si rivela fin da subito un amico fidato, pronto a lasciare tutto e subito per aiutare Manny. Ha solo un problema: è alcolista e se comincia a bere è difficile farlo smettere, anche se Manny ne approfitta in più di un'occasione, volgendo la cosa a suo vantaggio.

- Voce originale: Alan Blumenfeld
- Voce italiana: Pier Luigi Zollo
- Hector LeMans: è il boss del crimine che controlla la malavita di El Midollo e l'antagonista principale. Ha ideato il traffico illegale di biglietti di viaggio che sta alla base dell'intrigo del gioco. Inizialmente sembra solo intenzionato ad arricchirsi, ma poi si scopre che il suo vero obiettivo è tenere i biglietti per sé, nel tentativo di fuggire dalla Terra dei Morti. Nella versione italiana, parla un marcato accento siciliano.

- Voce originale: Jim Ward
- Voce italiana: Raffaello Lombardi
- Domino Hurley: è il gradasso e cinico collega di Manny al Dipartimento della Morte e il suo principale rivale, messosi in combutta con Hector LeMans per arricchirsi alle spalle delle anime oneste. Domino individua le anime più meritevoli, alle quali è destinato un biglietto per il treno Numero 9; in seguito, il biglietto viene rubato a quell'anima, che viene in seguito rapita e portata su un'isola al Confine del Mondo. Viene lasciato intendere che Domino, a differenza di Hector, sa perfettamente che non c'è speranza di uscire dalla Terra dei Morti senza meritarlo, così ha deciso di cercare il piacere e la felicità nell'Ottavo Mondo.

- Voce originale: Patrick Dollaghan
- Voce italiana: Dario Oppido
- Salvador "Sal" Limones: personaggio misterioso, a capo dell'organizzazione rivoluzionaria nota come Alleanza delle Anime Perdute, a cui Manny aderirà suo malgrado. Si scopre che anche lui un tempo era un mietitore come Manny. Grazie a lui, un gruppo di rivoluzionari tenterà di combattere il crimine dilagante nella Terra dei Morti. Anche lui, come Manny, intende abbandonare l'Ottavo Mondo, ma intende smascherare l'organizzazione che ruba i biglietti d'oro alle anime che lo meritano.

- Voce originale: Sal Lopez
- Voce italiana: Gabriele Duma

### Personaggi secondari
- Don Copal: è il capoufficio di Manny. Non si accorge del pericolo costituito dal complotto di Hector LeMans, e finirà per essere una delle sue vittime.

- Voce originale: Michael Sorich
- Voce italiana: Riccardo Rovatti
- Eva: è la segretaria di Don Copal, ma in realtà è una spia dell'Alleanza delle Anime Perdute all'interno del Dipartimento della Morte. Con la germogliazione di Salvador, diventa il nuovo capo dell'Alleanza, dato che era anche una delle ultime volontà di Salvador, se a questi fosse successo qualcosa.

- Voce originale: Rachel Reenstra
- Voce italiana: Licia Navarrini
- Celso Flores: la prima anima cui, nel gioco, Manny vende un pacchetto viaggio (anche se, per la sua bassa condotta di vita, esso consiste solamente in un bastone da passeggio con bussola). Manny lo rincontrerà altre due volte nel corso dell'avventura; nell'ultima, assieme alla moglie, che lo aveva tradito tanto nella vita quanto nella morte.

- Voce originale: Peter Lurie
- Voce italiana: Umberto Bortolani
- Olivia Ofrenda: è un'anima che gestisce un locale d'avanguardia nella città di Rubacava, regalatole dal fidanzato Maximino, proprietario del Gattodromo. Nella parte finale del gioco, deciderà di seguire Manny, per poi rivelarsi la ragazza di Hector LeMans. Come il suo fidanzato, anche Olivia vuole avere un biglietto Doppia N per potersene andare, ma commette lo stesso errore di Hector, poiché l'Ottavo Mondo può essere lasciato solo una volta saldati i propri debiti, e i biglietti Doppia N possono essere usati solo dai legittimi proprietari.

- Voce originale: Paula Killen
- Voce italiana: Grazia Verasani
- Velasco: è il capocantiere della città di Rubacava. Fornisce a Manny un impiego su una nave, la S.S. Limbo, che gli permette di raggiungere la città di Puerto Zapato. In passato, aveva una nave, la S.S. Lamancha, che ha perduto al Confine del Mondo. Quando Manny lo rincontrerà, mentre è diretto a El Midollo, gli racconta che l'ha ritrovata e che ora è a Puerto Zapato. Felice di questa notizia, se ne va da Rubacava per tornare dalla sua amata nave.

- Voce originale: Kay E. Kuter
- Voce italiana: ?
- Chepito: si tratta di un'anima che ha deciso di attraversare il Mar dei Lamenti a piedi, camminando sul fondo dell'oceano, con due molluschi come unica compagnia e la luna a fare da guida. Grazie a Manny, riuscirà a raggiungere il luogo mitologico noto come La Perla. È l'unico del gruppo di anime catturate a trascendere subito al Nono Aldilà, in quanto non ha mai avuto un biglietto Doppia N e ha percorso tutta la Terra dei Morti a piedi per espiare le sue colpe.

- Voce originale: Jack Angel
- Voce italiana: Franco Zucca
- Chowchilla Charley: è un piccolo criminale e falsario, che risiede a Rubacava. Il suo aspetto è ispirato all'attore Peter Lorre.

- Voce originale: Joe Nipote
- Voce italiana: Riccardo Rovatti
- Maximino: è il potente proprietario del Gattodromo di Rubacava. Occasionalmente gestisce dei traffici per Hector Lemans.

- Voce originale: Bill Capizzi
- Voce italiana: ?
- Nick Virago: è il perfido avvocato di Maximino. Assassinerà Lola per averlo fotografato assieme a Olivia, la donna del suo boss. Dopo aver comprato un biglietto Doppia N falso, viaggia sul Numero Nove e viene trascinato all'inferno, assieme ad altri come lui, per aver cercato di ingannare le severe leggi della Terra dei Morti.

- Voce originale: Daragh O'Malley
- Voce italiana: ?
- Lola: è una giovane fotografa che risiede a Rubacava, con il difetto di innamorarsi sempre di uomini sbagliati. Innamorata di Maximino, fotograferà la sua fidanzata Olivia con il suo avvocato, Nick Virago, venendo assassinata da quest'ultimo; prima di morire, confessa a Manny di averlo amato. In suo onore, Manny ribattezzerà la nave di cui diviene capitano con il suo nome.

- Voce originale: Barbara Goodson
- Voce italiana: ?
- Toto Santos: è il tatuatore di Rubacava o, per meglio dire, intagliatore, in quanto intaglia tutti gli scheletri che si presentano alla sua bottega (un sottomarino riadattato) con disegni che richiamano molto la cultura azteca.

- Voce originale: Morgan Hunter
- Voce italiana: ?
- Membrillo: è colui che svolge le autopsie ai cadaveri nell'obitorio di Rubacava. È un personaggio molto esistenziale e pessimista, che dopo tanti anni ha rinunciato a proseguire il suo viaggio e, di conseguenza, ha smesso di credere al Nono Aldilà, scegliendo di rimanere nell'Ottavo Mondo.

- Voce originale: Milton James
- Voce italiana: Franco Zucca

## Luoghi visitati
- El Midollo: la città dove si svolge la maggior parte del primo capitolo del gioco, e in cui si torna nel quarto. È sede, ogni Giorno dei Morti, di una grande sfilata che commemora la festa. Dopo che Hector Le Mans vi avrà messo le mani sopra, El Midollo si trasformerà in una metropoli del gioco d'azzardo. Nelle sue fogne, però, prende vita l'Alleanza delle Anime Perdute.
- La foresta pietrificata: situata alle porte di El Midollo, è il luogo dove, attraverso alcuni impianti, si estrae la materia prima per gli edifici di tutta la città. È abitata solamente da esseri mostruosi, come ragni volanti e demoni castoro fatti di fuoco, che rendono difficoltoso il passaggio a tutti i viandanti.
- Rubacava: la città in cui, nel secondo capitolo del gioco, Manny apre un locale per il gioco d'azzardo. È il punto da cui si può salpare per attraversare il Mar dei Lamenti. È dominata dalla Federazione Marinai, un'associazione che gestisce tutti gli affari del porto, legali e non. Il principale edificio del posto è il gigantesco Gattodromo, dove si può scommettere ogni settimana sulle corse di gatti-demoni che vi si svolgono; all'interno della struttura, si trova anche il prestigioso club esclusivo del Circolo del Cilindro. Trovano poi posto il Blue Casket, locale di Olivia Ofrenda frequentato dai Beat della città, una baracca dove uno scheletro di nome Toto Santos crea tatuaggi, e una stazione di polizia con studio medico legale.
- Puerto Zapato: punto d'arrivo per chi attraversa il Mar dei Lamenti. A Manny, all'inizio del terzo capitolo del gioco, viene tesa un'imboscata al porto, e quindi è costretto subito a fuggire.
- La Perla: luogo mitologico situato nelle profondità del Mar dei Lamenti, dove si trova un'enorme perla gigante. Il posto è però sorvegliato da una grande e aggressiva piovra demoniaca.
- Il Confine del Mondo: l'ultimo posto raggiungibile nella Terra dei Morti, è un'isola subito dopo la quale il mare finisce con un'immensa cascata. Domino, per conto di Hector LeMans, vi ha installato un impianto in cui sfrutta le anime che tiene prigioniere.

## Fonti di ispirazione
Oltre alla tradizione azteca che sta alla base del mondo di gioco, Grim Fandango subisce anche altre influenze. Innanzitutto, tutti i personaggi scheletrici sono raffigurati sulla falsariga delle calacas, raffigurazioni stilizzate tipicamente messicane, vendute soprattutto in concomitanza con le celebrazioni del Giorno dei Morti.
Inoltre, molti degli ambienti di gioco costituiscono un omaggio allo stile dell'Art déco (soprattutto i grattacieli di El Midollo), ma l'architettura si rifà anche all'arte dei templi Maya.
E poi, soprattutto, l'intero gioco è pervaso da una vena oscura, che attinge a piene mani dall'immaginario noir, specialmente da quello cinematografico. Il design e alcuni risvolti della trama devono molto alle atmosfere di lungometraggi come Casablanca (cui alludono moltissimi elementi della seconda parte, dal locale di Manny all'abbigliamento dei personaggi) e Americani (che si svolge in un'agenzia immobiliare), mentre molte scene sono direttamente ispirate a film come Il mistero del falco, Il terzo uomo e L'isola di corallo. Altra grande fonte di ispirazione per il gioco fu Fronte del Porto, a cui allude un'intera parte del secondo anno. In ogni caso, l'ideatore del gioco, Tim Schafer, ha affermato che la vera ispirazione è venuta da film come La fiamma del peccato, in cui un piccolo e anonimo assicuratore è coinvolto in una vicenda d'intrigo. Anche la scelta delle ambientazioni risente della spinta noir: alcune sezioni sembrano ricreare l'America del secondo dopoguerra, con bar oscuri, tavole calde e insegne al neon. La maggior parte dei personaggi poi, per tenere fede a un luogo comune della tradizione noir, fuma e beve, pur non avendo organi interni di alcun tipo (tant'è che, nel manuale, la Lucas Arts si giustifica affermando ironicamente che, comunque, "tutti i personaggi che fumano all'interno del gioco sono morti. Pensateci.").

## Supporto nei sistemi moderni e remake
Grim Fandango può essere giocato anche sui sistemi operativi più recenti di quelli per cui fu progettato (Windows XP e successivi, Linux e OS X) grazie a ResidualVM, un interprete 3D multi-piattaforma.
Durante l'E3 del 2014 venne annunciato dallo stesso Tim Schafer (fondatore della Double Fine) insieme ai suoi colleghi, l'uscita di una versione remastered per i sistemi moderni, quali Linux, Windows, MAC, Playstation 4 e Playstation vita.

## Reazioni
Il gioco fu sin dalla sua uscita acclamato dalla critica, tanto da diventare immediatamente un classico del genere. Nel corso degli anni si è aggiudicato anche numerosi premi. Su siti come GameRankings e Metacritic la media dei voti arriva rispettivamente a 93% e 94%; in Italia, la rivista The Games Machine lo premiò con un 95%.
Il sito IGN lo elesse "Miglior Gioco d'Avventura" del 1998 GameSpot lo giudicò, sempre nel 1998, "Miglior Gioco dell'E3", "Miglior Gioco d'Avventura per PC dell'Anno", "Miglior Gioco per PC dell'anno", oltre ad assegnargli il premio per la "Miglior Musica" e "Miglior Grafica per Design Artistico".
Nel 1999, i lettori di GameSpot lo inserirono al settimo posto nella classifica delle migliori colonne sonore per PC della storia, e al decimo in quella dei migliori finali.
Sempre nello stesso anno, fu candidato agli Academy of Interactive Arts & Sciences nelle categorie Gioco dell'anno, Miglior Grafica, Miglior Storia e Personaggi, Miglior Suono e Musica, e vinse in quella Gioco d'Avventura per PC dell'anno.
Nel 2003, GameSpot ha introdotto Grim Fandango nella sua classifica dei più grandi giochi di tutti i tempi; mentre Gamespy lo ha incluso nella sua Hall of Fame nel 2004, considerandolo anche il settimo Gioco Più Sottovalutato di tutti i tempi (fra quelli pubblicati fino a quel momento).
Ancora nel 2004, AdventureGamers lo incluse al settimo posto nella classifica delle Migliori Avventure della Storia.
Infine, nel 2007, IGN lo ha classificato quindicesimo nella lista dei venticinque, e trentaseiesimo in quella dei cento migliori giochi di sempre.

### Vendite
Malgrado la sua alta qualità, le ottime recensioni e i numerosi premi ricevuti, Grim Fandango non fu un grande successo commerciale. In Nord America il gioco vendette circa 95 000 copie in cinque anni, escluse le vendite online, anche se la Lucas Arts dichiarò che "il gioco raggiunse le aspettative negli Stati Uniti, e le superò in tutto il mondo, tuttavia fu molto penalizzato dalla vendita di giochi pirata". In ogni caso, Grim Fandango fu la penultima avventura grafica prodotta dalla Lucas Arts, che, dopo la pubblicazione di Fuga da Monkey Island, abbandonò il genere e licenziò gran parte del personale legato a questo settore.